# Davide Serritella
Davide Serritella (Torino, 19 agosto 1981) è un politico italiano, deputato alla Camera nella XVIII legislatura della Repubblica Italiana, eletto con il Movimento 5 Stelle per poi seguire la scissione di Luigi Di Maio in Insieme per il futuro nel 2022.

## Biografia
Nato il 19 agosto 1981 a Torino, geometra, alle elezioni politiche del 2018 viene candidato alla Camera dei deputati, tra le liste del Movimento 5 Stelle nella circoscrizione Piemonte 1, venendo eletto deputato. Nella XVIII legislatura della Repubblica è stato componente della 9ª Commissione Trasporti, poste e telecomunicazioni.
Il 21 giugno 2022 segue la scissione di Luigi Di Maio dal Movimento 5 Stelle, a seguito dei contrasti tra lui e il presidente del M5S Giuseppe Conte, per aderire a Insieme per il futuro (Ipf).
Alle elezioni politiche anticipate del 25 settembre 2022 viene ricandidato alla Camera, nel collegio plurinominale Piemonte 1 - 01, ma non risulterà eletto per via del risultato pessimo a livello nazionale di IC-CD.